# Хоромы (деревня)
Хоромы — деревня в Боровичском муниципальном районе Новгородской области, относится к Сушиловскому сельскому поселению. По переписи населения 2010 года в деревне проживают — 88 человек.
Деревня расположена в восточной части Мстинской впадины, делящей Валдайскую возвышенность на Валдайскую гряду на юге и Тихвинскую на севере, на высоте 90 м над уровнем моря, в 5 км к западу от города Боровичи, с южной стороны автомобильной дороги из Окуловки в Боровичи у западной части посёлка Сосновка, который с 29 мая 1981 года входит в черту города Боровичи.

## Экономика
Столярный цех (пилорама) ИП Белякова А.Н.

## История
В списке населённых мест Новгородской губернии за 1911 год деревня Хоромы указана как относящаяся к Хоромской волости Боровичского уезда.
По постановлению ВЦИК от 3 апреля 1924 года Хоромская волость была присоединена к Боровичской волости. Население деревни по переписи населения 1926 года — 429 человек. До 31 июля 1927 года деревня в составе Боровичской волости Боровичского уезда Новгородской губернии РСФСР, а затем с 1 августа центр Хоромского сельсовета новообразованного Боровичского района Боровичского округа Ленинградской области. В ноябре 1928 года к Хоромскому сельсовету был присоединён упразднённый Загорский сельсовет. 30 июля 1930 года Боровичский округ был упразднён. Население деревни в 1940 году — 402 человека. Указом Президиума Верховного Совета СССР от 5 июля 1944 года была образована Новгородская область и Боровичский район и сельсовет вошли в её состав.
Решением Новгородского облисполкома № 296 от 9 апреля 1960 года Хоромский сельсовет был упразднён, а деревня Хоромы вошла в состав Сушиловского сельсовета, с центром в Сушилово.
Во время неудавшейся всесоюзной реформы по делению на сельские и промышленные районы и парторганизации, в соответствии с решениями ноябрьского (1962 года) пленума ЦК КПСС «о перестройке партийного руководства народным хозяйством» с 10 декабря 1962 года сельсовет и деревня вошла в крупный Боровичский сельский район, а 1 февраля 1963 года административный Боровичский район был упразднён, но пленум ЦК КПСС, состоявшийся 16 ноября 1964 года восстановил прежний принцип партийного руководства народным хозяйством, после чего Указом Верховного Совета РСФСР от 12 января 1965 года сельские районы были преобразованы вновь в административные районы и решением Новгородского облисполкома от 12 января 1965 года и Сушиловский сельсовет и деревня вновь в Боровичском районе.
После прекращения деятельности Сушиловского сельского Совета в начале 1990-х стала действовать Администрация Сушиловского сельсовета (в 1996 году — Сушиловская сельская Администрация), которая была упразднена с 1 января 2006 года на основании постановления Администрации города Боровичи и Боровичского района от 18 октября 2005 года и Хоромы, по результатам муниципальной реформы входит в состав муниципального образования — Сушиловское сельское поселение Боровичского муниципального района (местное самоуправление), по административно-территориальному устройству подчинена администрации Сушиловского сельского поселения Боровичского района.

## Транспорт
Ближайшая железнодорожная станция в Боровичах (7 км).